# 1609 год в науке
В 1609 году произошли различные научные и технологические события, некоторые из которых представлены ниже.

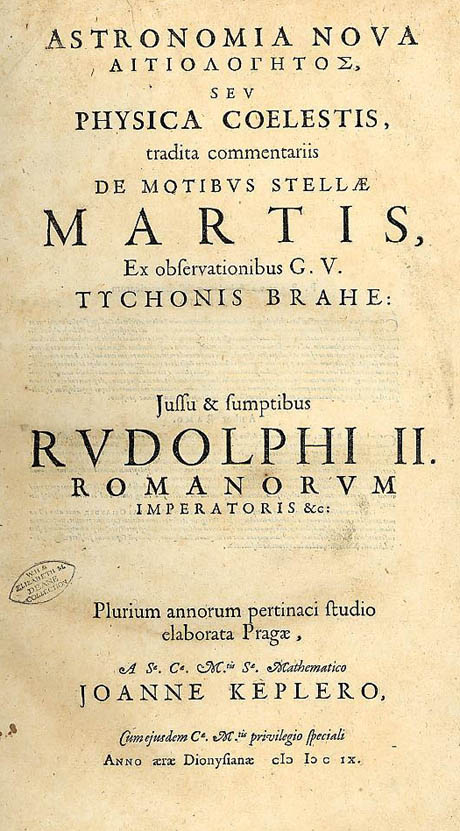
Титульный лист труда Кеплера «Новая астрономия»

## События и публикации
- Галилео Галилей начал систематическое изучение небесных тел с помощью телескопа. Одновременно Иоганн Кеплер опубликовал трактат «Новая астрономия» (лат. Astronomia nova), в котором впервые появились открытые им два закона движения планет (третий закон Кеплер открыл в 1618 году и обнародовал в книге «Гармония мира», 1619 год)[1]. В память о революционных открытиях 1609 года, сделанных Галилеем и Кеплером, Генеральная Ассамблея ООН объявила 2009 год Международным годом астрономии[2].
- 26 июля — английский астроном и математик Томас Хэрриот по своим наблюдениям в телескоп составил первую карту видимой стороны Луны, на несколько месяцев опередив Галилея[3][4].
- Нидерландский математик Адриан ван Ромен опубликовал трактат «Canon triangulorum sphaericorum, brevissimus simul ac facillimus», ставший существенным вкладом в сферическую геометрию.

## Родились
См. также: Категория:Родившиеся в 1609 году
- 29 июня — Пьер-Поль Рике, французский инженер, строитель первого в мире судоходного тоннеля (умер в 1680 году).
- Февраль — Кятиб Челеби, османский учёный, историк и просветитель, много сделавший для пропаганды в Турции достижений западной науки и культуры[5].

## Скончались
См. также: Категория:Умершие в 1609 году
- 4 апреля — Карл Клузиус, фламандский биолог, крупнейший европейский ботаник XVI — начала XVII веков (род. в 1525 году).
- 4 августа — Жозеф Дюшен, французский врач (род. в 1544 году).
- 17 сентября — Махараль из Праги, один из крупнейших еврейских философов и теологов, своими трудами охвативший все сферы еврейской философии (род. около 1512 года).
- Конец 1608 или начало 1609 года — Джон Ди, валлийский математик, астроном, алхимик и оккультист, комментатор Евклида и Роберта Рекорда (род. в 1527 году)[6].